# Parc botanique de Monteiro-Mor
Le parc botanique Monteiro-Mor est un parc situé dans la freguesia de Lumiar, à Lisbonne.
D'une superficie de onze hectares, le parc entoure le Palácio do Monteiro-Mor, où se trouvent le Musée national du costume et le Musée national du théâtre. Le parc  doit son nom au palais. Six de ces onze hectares sont des jardins botaniques et des zones forestières ; les cinq hectares restants ont également été convertis en forêt après avoir été utilisés pour l'agriculture.

## Histoire
Le jardin remonte au XVIIIe siècle, la plantation étant supervisée par Domenico Vandelli, un botaniste italien.
Après la vente de Quinta do Monteiro-Mor en 1840 à Domingos de Sousa Holstein, Duque de Palmela, duc de Palmela et marquis de Faial, le parc subit des améliorations, des espèces plus rares étant introduites dans le jardin et recevant une ornementation statuaire. La conception de certaines zones suivait la disposition typique des jardins anglais, populaires à l'époque. Le botanistes impliqués étaient Friedrich Welwitsch et Jacob Weist. Le parc fut géré par João Batista Possidónio, disciple de Weist, jusqu'en 1912.
Le jardin subit quelques destructions à la suite du cyclone du 15 février 1941 qui dévasta une partie de l'Europe occidentale, dont toute la péninsule ibérique.
La ferme est restée la propriété de la famille Palmela jusqu'au 4 février 1975, date à laquelle elle a été vendue à l'État portugais, après avoir subi plusieurs travaux de restauration en raison du peu d'entretien qu'elle avait reçu au cours des décennies précédentes.

## Flore
Le parc comprend plusieurs arbres anciens appartenant aux genres Araucaria, Sequoia, Cupressus, Acacia et Podocarpus, et un dragonnier, entre autres. Un jardin de buis, qui comprend une roseraie, existe devant le Musée du Théâtre, et plusieurs parterres de fleurs sont répartis dans tout le parc.

## Galerie

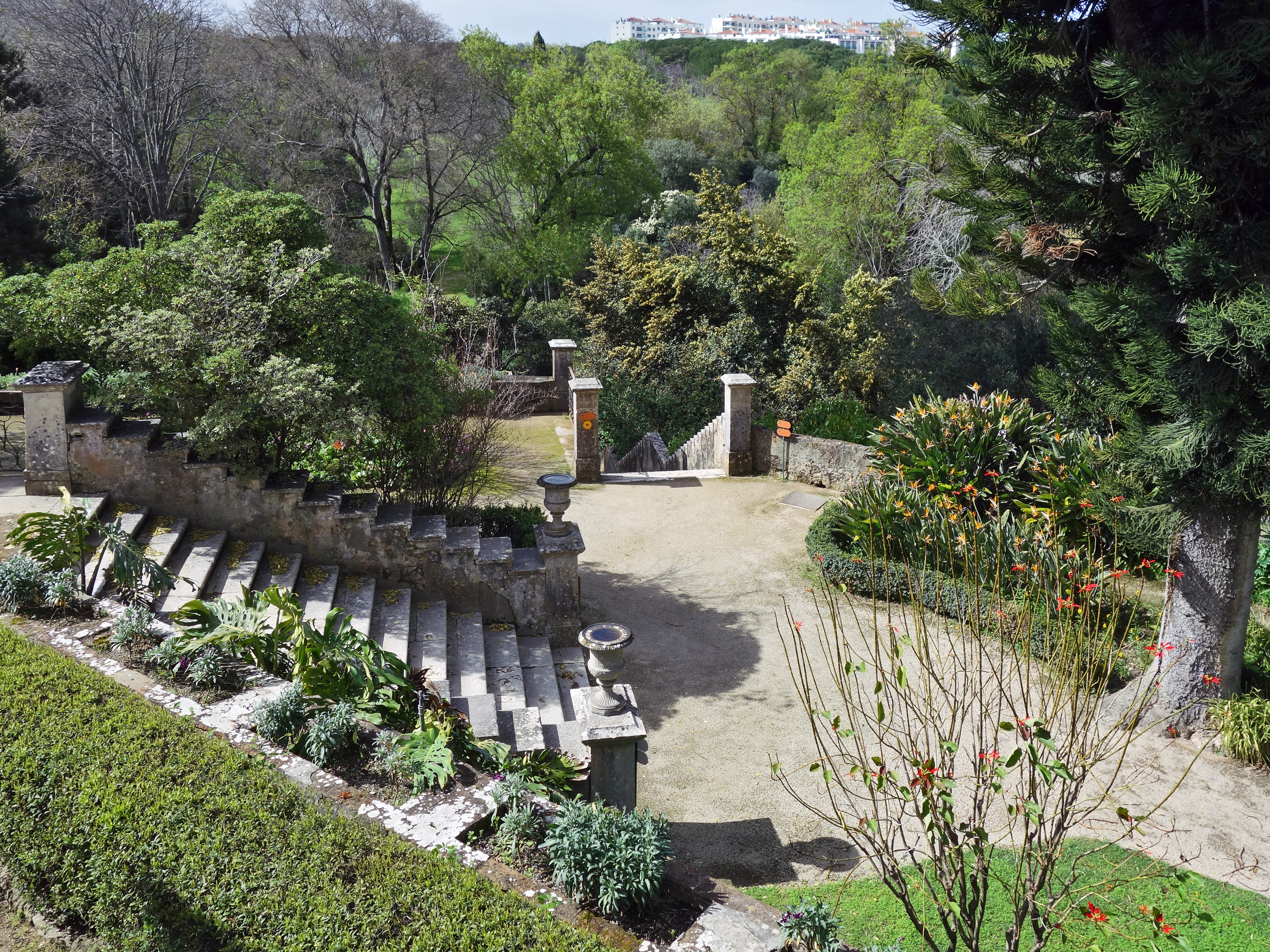
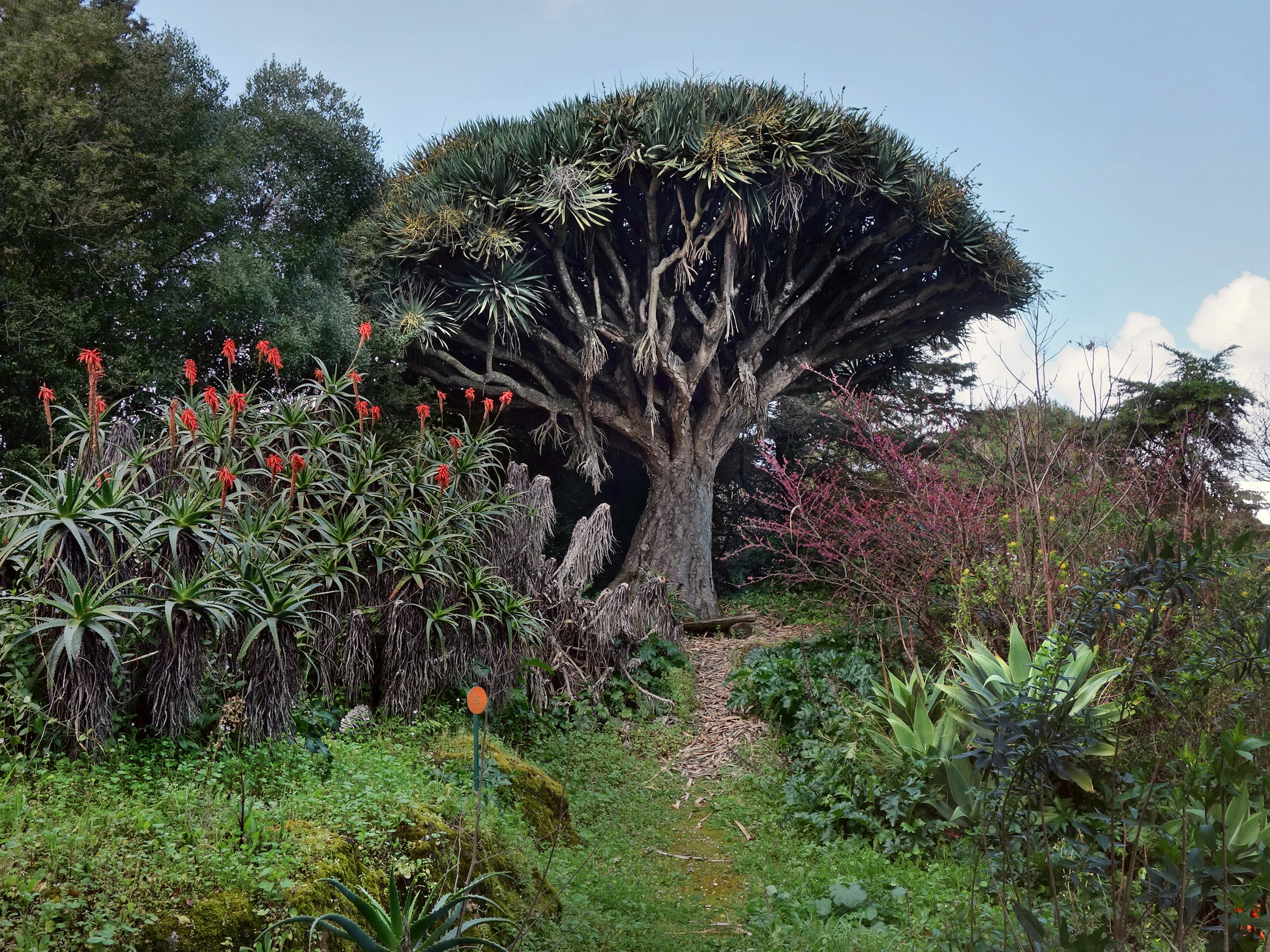
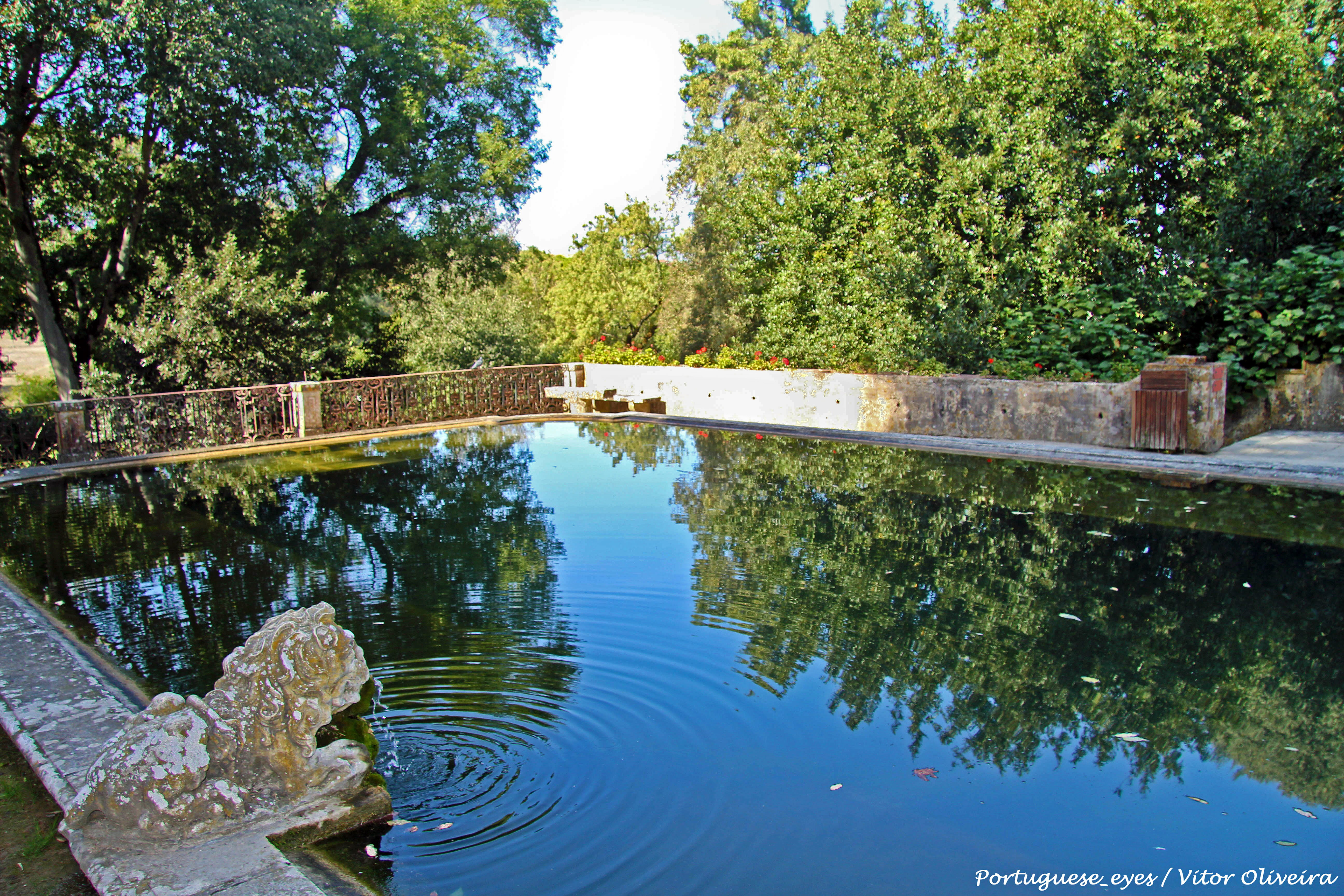
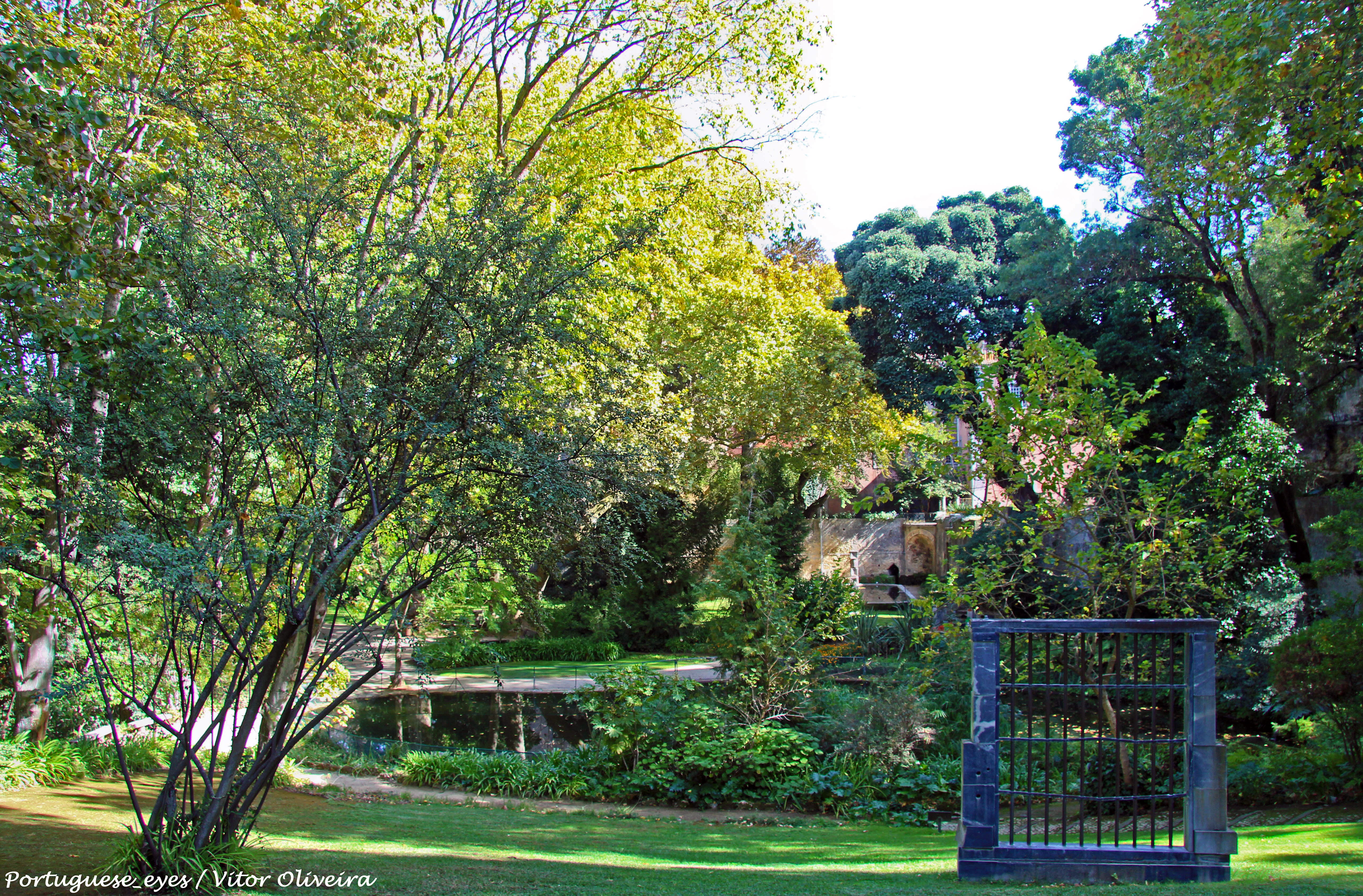
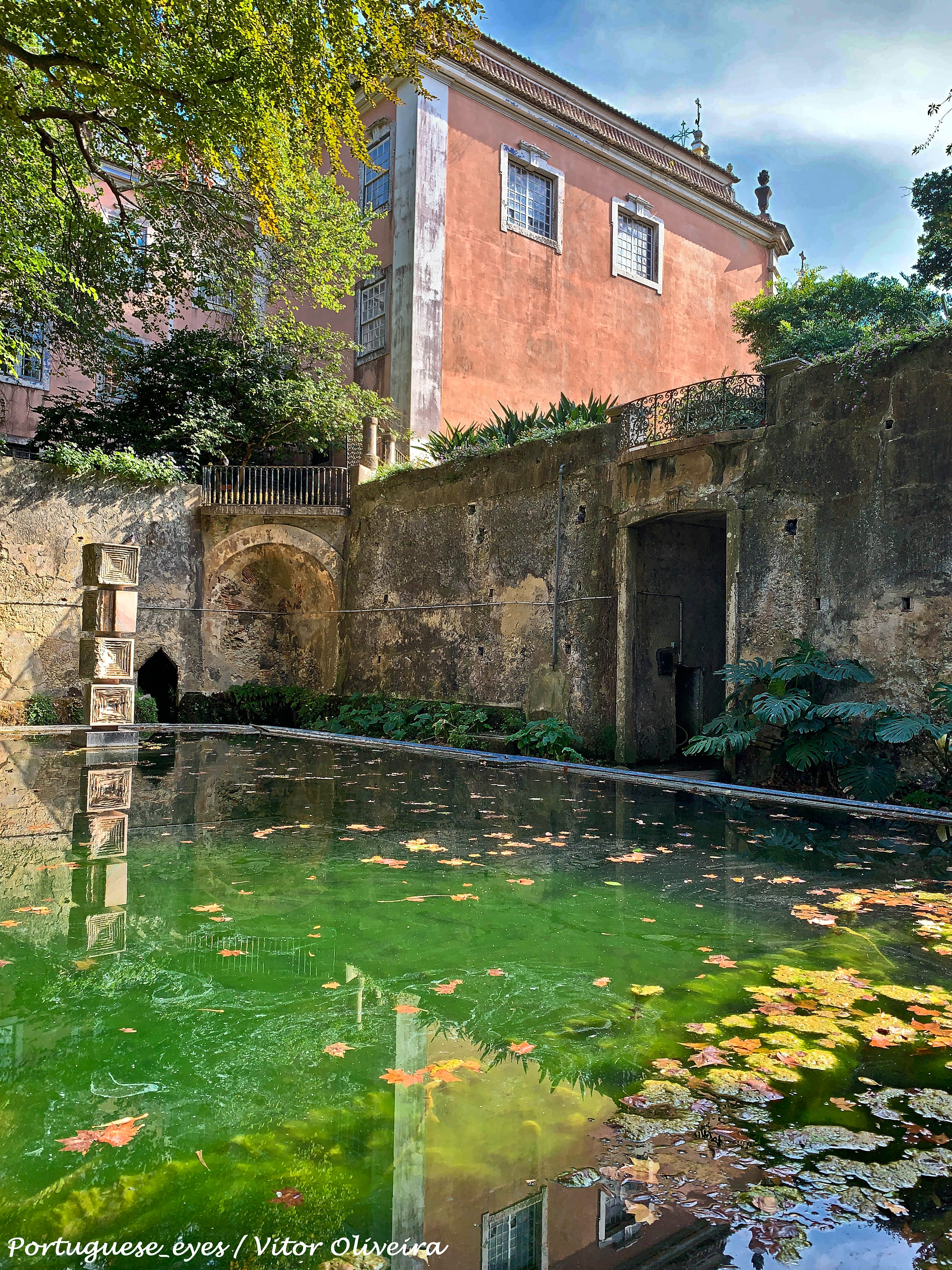
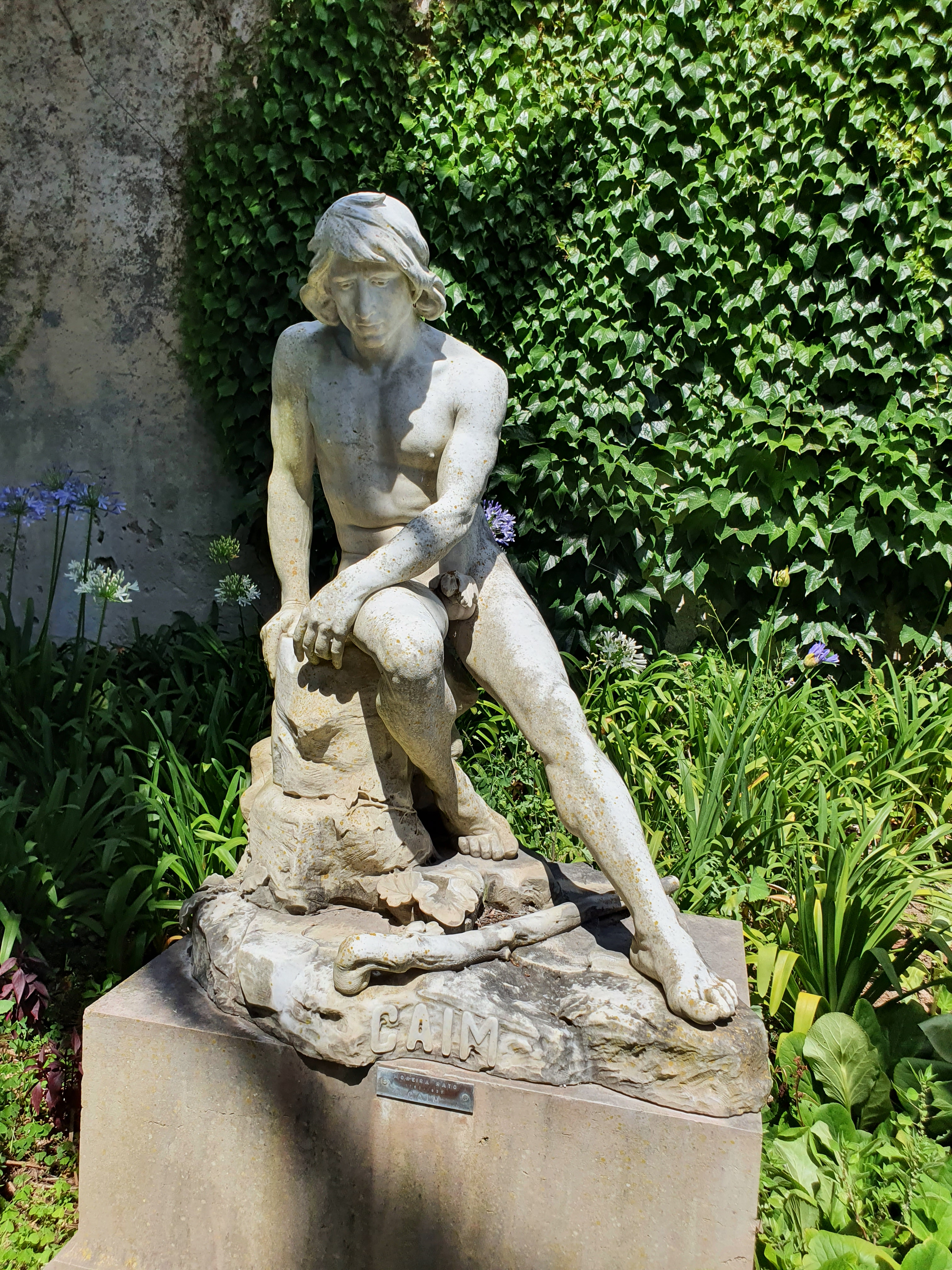

## Littérature
Le parc est le décor décrit dans le poème « No Lumiar » d'Almeida Garrett.